# 稲核ダム
稲核ダム（いねこきダム）は、長野県松本市安曇稲核地先、信濃川水系犀川（梓川）に建設されたダムである。管理者は、東京電力リニューアブルパワー。

## 沿革
犀川上流部に建設された安曇3ダムの一つで、3ダムの中では最下流に位置する。奈川渡ダムより遅れて1965年（昭和40年）より建設が開始され、1969年（昭和44年）に完成した。型式はアーチ式コンクリートダム、高さは60メートルで3ダムの中では最も小規模。ダム湖は水殿ダム直下にある水殿発電所の下部調整池として利用されている。ダム右岸には竜島発電所の取水口があり、松本市波田地区へ至る導水路がある。またダム左岸の放流バルブ付近には稲核発電所がある。
ダム湖右岸に稲核集落があり、旧安曇村の中心部でもあった。国道158号がダム直下を通り、橋からダム全景を眺める事ができる。

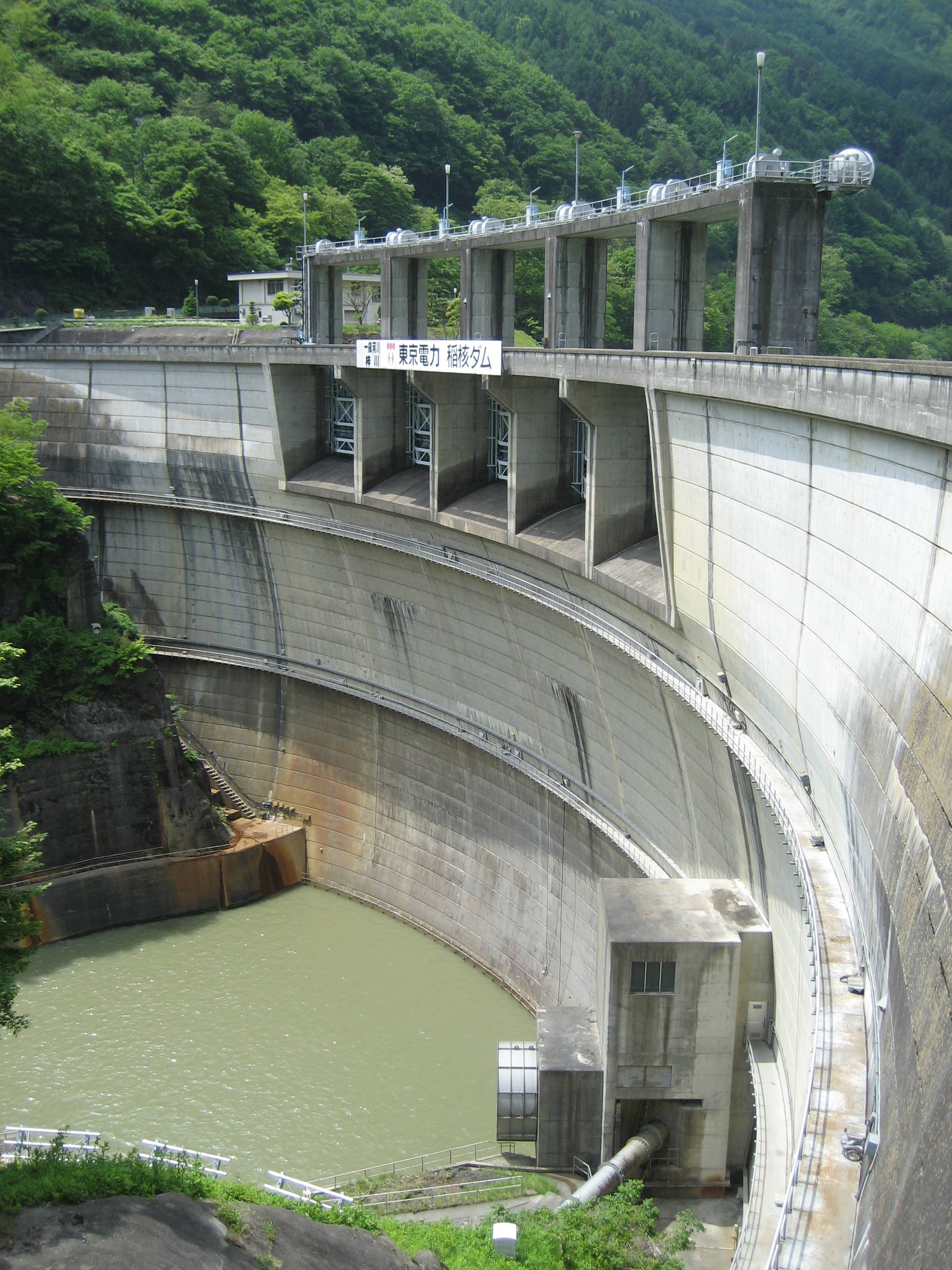
普段の稲核ダム
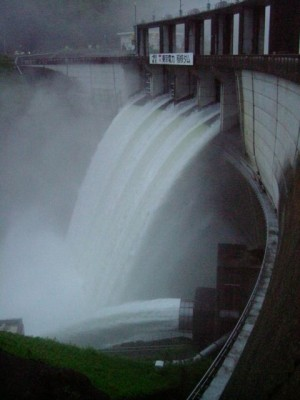
洪水時の稲核ダム

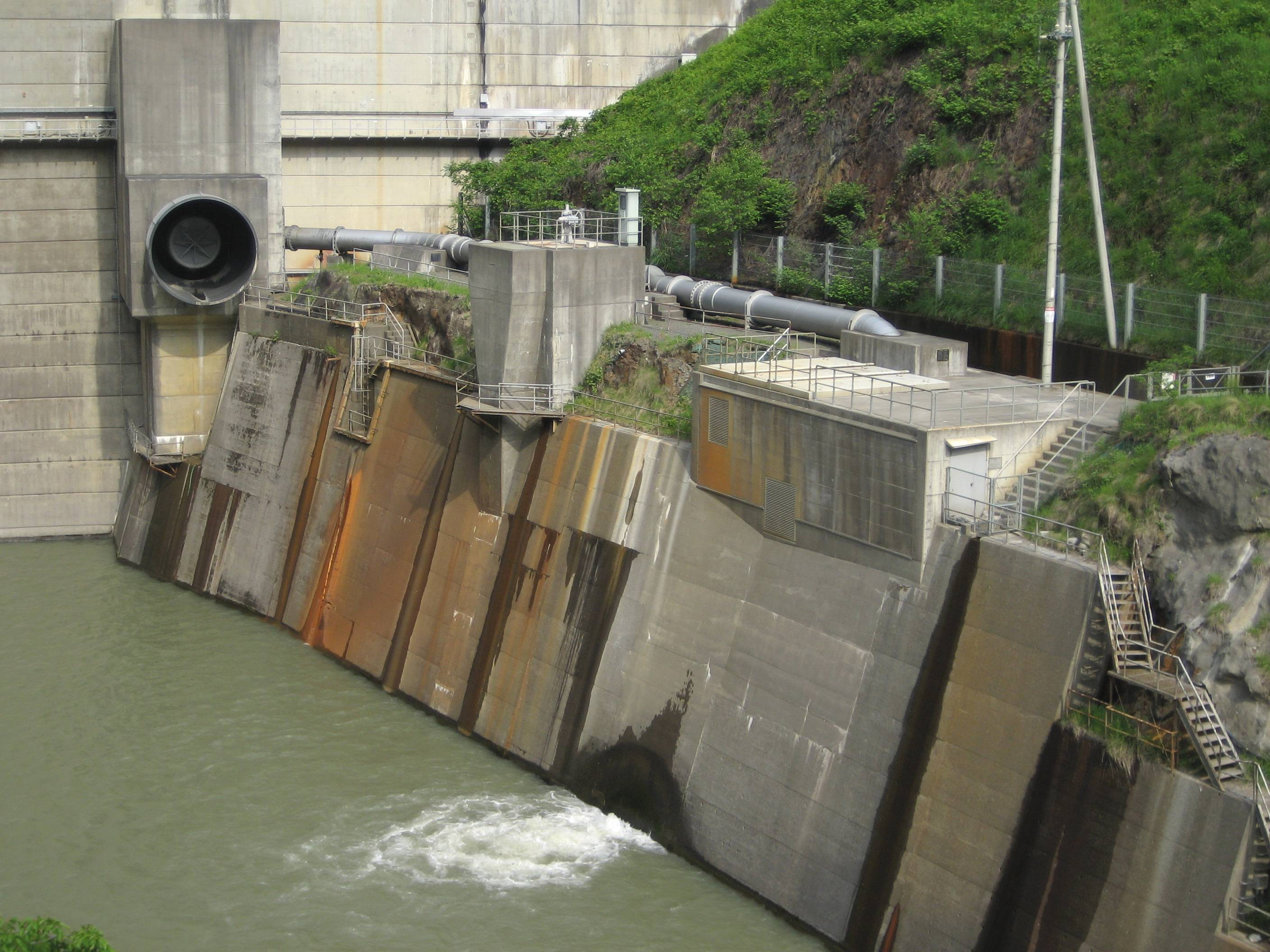
ダム直下左岸の放流バルブと稲核発電所
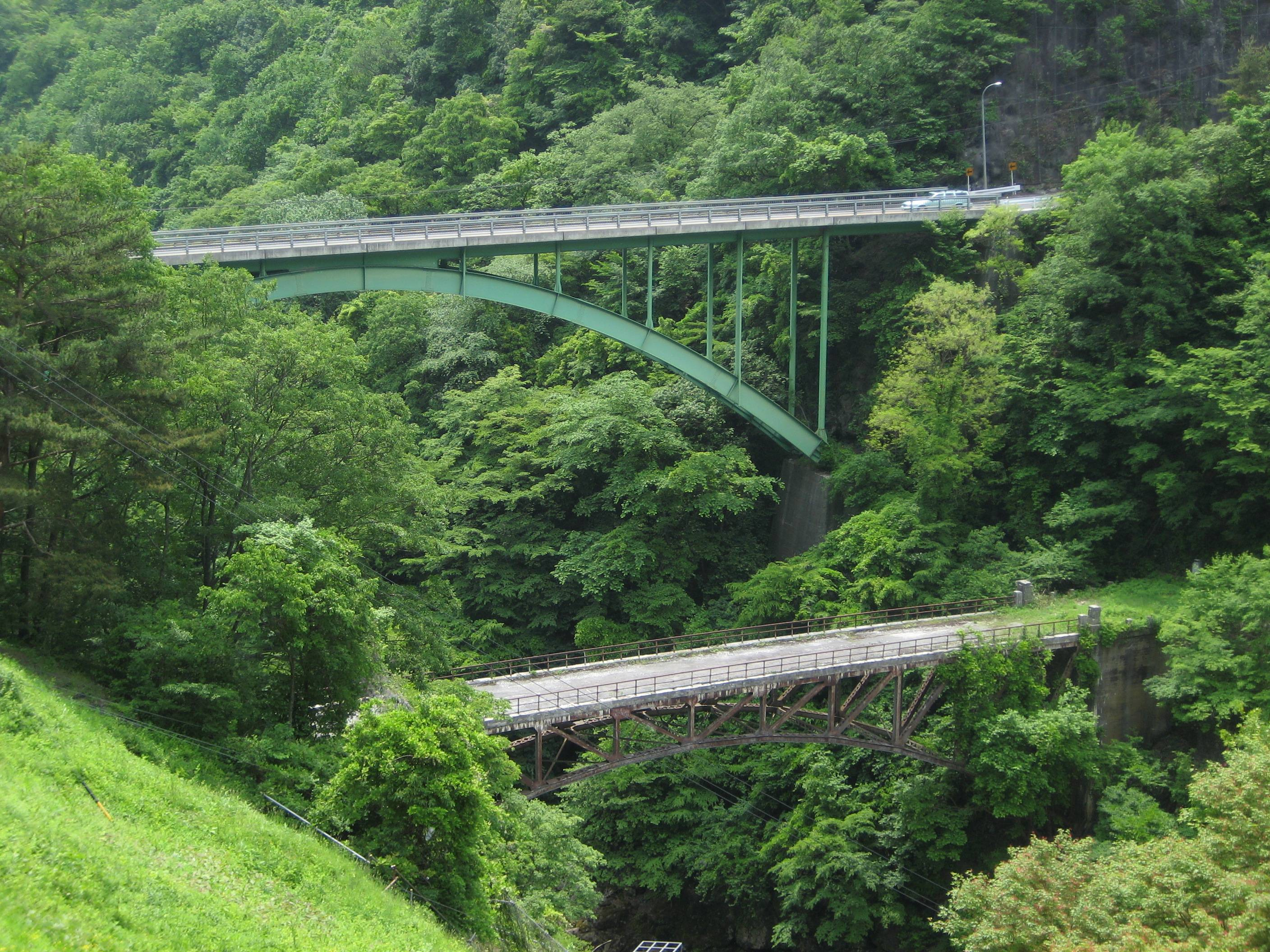
稲核橋 （下は旧稲核橋）

## アクセス
鉄道：アルピコ交通上高地線（通称・松本電鉄）新島々駅より路線バス約10分。